# Campeonato Mundial de Fórmula 1 de 2007
O Campeonato Mundial de Fórmula 1 de 2007 foi a 58° temporada de Fórmula 1 realizada pela FIA. Começou oficialmente em 18 de março de 2007 e encerrou-se em 21 de outubro. Foi a primeira temporada após a "aposentadoria" do heptacampeão Michael Schumacher. Nesse ano foi excluído o Grande Prêmio de San Marino por não poder mais se ter dois grandes prêmios em um mesmo país. Com isso, começou um rodízio entre os circuitos de Nürburgring, que sediou o Grande Prêmio da Europa pela última vez e Hockenheimring (Grande Prêmio da Alemanha) pelo GP da Alemanha: em 2007, em Nürburgring (como o GP da Europa, não houve o GP da Alemanha); em 2008 em Hockenheim; em 2009, novamente em Nurburgring, e assim por diante. Outra mudança foi no Grande Prêmio do Japão, que deixou de ser disputado em Suzuka e voltou para o Fuji International Speedway.
Devido à punição imposta à McLaren por espionagem, pela qual a equipe foi excluída do campeonato de construtores, a Ferrari sagrou-se antecipadamente campeã desta temporada no Grande Prêmio da Bélgica.
O campeonato chegou à ultima corrida indefinido, com três pilotos disputando o título: Lewis Hamilton, favorito; Fernando Alonso na segunda posição e Kimi Räikkönen, que era o piloto com menos chances de título, mas, que devido a uma combinação de resultados, acabou campeão da temporada.

## Equipes e pilotos
| Campeão        | Vice-campeão     | Terceiro lugar   |
|                |                  |                  |
| Kimi Räikkönen | Lewis Hamilton   | Fernando Alonso  |
| Ferrari        | McLaren-Mercedes | McLaren-Mercedes |

| Equipe(a)                 | Construtor  | Chassi | Motor                    | Pneu | Nº | Pilotos              | Corridas Disputadas | Nº | Pilotos de testes                                                |
| ------------------------- | ----------- | ------ | ------------------------ | ---- | -- | -------------------- | ------------------- | -- | ---------------------------------------------------------------- |
| Vodafone McLaren Mercedes | McLaren     | MP4-22 | Mercedes FO 108T 2,4L V8 | B    | 1  | Fernando Alonso      | Todas               | 31 | Pedro de la Rosa Gary Paffett                                    |
| Vodafone McLaren Mercedes | McLaren     | MP4-22 | Mercedes FO 108T 2,4L V8 | B    | 2  | Lewis Hamilton       | Todas               | 31 | Pedro de la Rosa Gary Paffett                                    |
| ING Renault F1 Team       | Renault     | R27    | Renault RS27 2,4L V8     | B    | 3  | Giancarlo Fisichella | Todas               | 32 | Ricardo Zonta Nelson Piquet Jr.                                  |
| ING Renault F1 Team       | Renault     | R27    | Renault RS27 2,4L V8     | B    | 4  | Heikki Kovalainen    | Todas               | 32 | Ricardo Zonta Nelson Piquet Jr.                                  |
| Scuderia Ferrari Marlboro | Ferrari     | F2007  | Ferrari 056 2,4L V8      | B    | 5  | Felipe Massa         | Todas               | 33 | Luca Badoer Marc Gené                                            |
| Scuderia Ferrari Marlboro | Ferrari     | F2007  | Ferrari 056 2,4L V8      | B    | 6  | Kimi Räikkönen       | Todas               | 33 | Luca Badoer Marc Gené                                            |
| Honda Racing F1 Team      | Honda       | RA107  | Honda RA807E 2,4L V8     | B    | 7  | Jenson Button        | Todas               | 34 | Christian Klien James Rossiter Mike Conway                       |
| Honda Racing F1 Team      | Honda       | RA107  | Honda RA807E 2,4L V8     | B    | 8  | Rubens Barrichello   | Todas               | 34 | Christian Klien James Rossiter Mike Conway                       |
| BMW Sauber F1 Team        | BMW         | F1.07  | BMW P86/7                | B    | 9  | Nick Heidfeld        | Todas               | 35 | Sebastian Vettel Timo Glock / Ho-Pin Tung                        |
| BMW Sauber F1 Team        | BMW         | F1.07  | BMW P86/7                | B    | 10 | Robert Kubica        | 1-6, 8-17           | 35 | Sebastian Vettel Timo Glock / Ho-Pin Tung                        |
| BMW Sauber F1 Team        | BMW         | F1.07  | BMW P86/7                | B    | 10 | Sebastian Vettel     | 7                   | 35 | Sebastian Vettel Timo Glock / Ho-Pin Tung                        |
| Panasonic Toyota Racing   | Toyota      | TF107  | Toyota RVX-07 2,4L V8    | B    | 11 | Ralf Schumacher      | Todas               | 36 | Franck Montagny Patrick Friesacher Kamui Kobayashi               |
| Panasonic Toyota Racing   | Toyota      | TF107  | Toyota RVX-07 2,4L V8    | B    | 12 | Jarno Trulli         | Todas               | 36 | Franck Montagny Patrick Friesacher Kamui Kobayashi               |
| Red Bull Racing           | Red Bull    | RB3    | Renault RS27 2,4L V8     | B    | 14 | David Coulthard      | Todas               | 37 | Robert Doornbos Michael Ammermüller                              |
| Red Bull Racing           | Red Bull    | RB3    | Renault RS27 2,4L V8     | B    | 15 | Mark Webber          | Todas               | 37 | Robert Doornbos Michael Ammermüller                              |
| AT&T Williams             | Williams    | FW29   | Toyota RVX-07 2,4L V8    | B    | 16 | Nico Rosberg         | Todas               | 38 | Narain Karthikeyan Kazuki Nakajima                               |
| AT&T Williams             | Williams    | FW29   | Toyota RVX-07 2,4L V8    | B    | 17 | Alexander Wurz       | 1-16                | 38 | Narain Karthikeyan Kazuki Nakajima                               |
| AT&T Williams             | Williams    | FW29   | Toyota RVX-07 2,4L V8    | B    | 17 | Kazuki Nakajima      | 17                  | 38 | Narain Karthikeyan Kazuki Nakajima                               |
| Scuderia Toro Rosso       | Toro Rosso  | STR2   | Ferrari 056 2,4L V8      | B    | 18 | Vitantonio Liuzzi    | Todas               | 39 | Sébastien Bourdais                                               |
| Scuderia Toro Rosso       | Toro Rosso  | STR2   | Ferrari 056 2,4L V8      | B    | 19 | Scott Speed          | 1-10                | 39 | Sébastien Bourdais                                               |
| Scuderia Toro Rosso       | Toro Rosso  | STR2   | Ferrari 056 2,4L V8      | B    | 19 | Sebastian Vettel     | 11-17               | 39 | Sébastien Bourdais                                               |
| Spyker F1 Team            | Spyker      | F8-VII | Ferrari 056 2,4L V8      | B    | 20 | Adrian Sutil         | Todas               | 40 | Fairuz Fauzy Giedo van der Garde Adrián Vallés Markus Winkelhock |
| Spyker F1 Team            | Spyker      | F8-VII | Ferrari 056 2,4L V8      | B    | 21 | Christijan Albers    | 1-9                 | 40 | Fairuz Fauzy Giedo van der Garde Adrián Vallés Markus Winkelhock |
| Spyker F1 Team            | Spyker      | F8-VII | Ferrari 056 2,4L V8      | B    | 21 | Markus Winkelhock    | 10                  | 40 | Fairuz Fauzy Giedo van der Garde Adrián Vallés Markus Winkelhock |
| Spyker F1 Team            | Spyker      | F8-VII | Ferrari 056 2,4L V8      | B    | 21 | Sakon Yamamoto       | 11-17               | 40 | Fairuz Fauzy Giedo van der Garde Adrián Vallés Markus Winkelhock |
| Super Aguri F1            | Super Aguri | SA07   | Honda RA807E 2,4L V8     | B    | 22 | Takuma Sato          | Todas               | 41 | Sakon Yamamoto James Rossiter                                    |
| Super Aguri F1            | Super Aguri | SA07   | Honda RA807E 2,4L V8     | B    | 23 | Anthony Davidson     | Todas               | 41 | Sakon Yamamoto James Rossiter                                    |

Sebastian Vettel correu nos Estados Unidos devido à ausência de Robert Kubica, que bateu no GP do Canadá. O jovem alemão se tornou o piloto mais jovem a pontuar na Fórmula 1 e foi efetivado como piloto titular da equipe Toro Rosso a partir do GP da Hungria, após um desentendimento entre o norte-americano Scott Speed e Franz Tost, o dirigente da equipe, no GP da Europa.
Christijan Albers foi piloto da Spyker até ser despedido pela equipe dois dias depois do GP da Inglaterra, quando chegou em décimo-quinto lugar. No GP da Europa, Markus Winkelhock foi o piloto titular. O alemão, o neerlandês Giedo van der Garde, o austríaco Christian Klien e o espanhol Adrián Vallés (que chegou a afirmar em entrevista que correria já a partir do GP húngaro) disputaram a vaga do neerlandês. Nenhum dos quatro pilotos ganhou a vaga, que ficou com o japonês Sakon Yamamoto.
Após o GP da China, Alexander Wurz decidiu aposentar-se como piloto titular na Fórmula 1. Para substituir o austríaco na última prova da temporada, o GP do Brasil, a Williams chamou o piloto de testes Kazuki Nakajima. Nelsinho Piquet também estava na briga por esta vaga.

## Resultados
Foram disputadas um total de 17 corridas.

### Por Grande Prêmio
| GP | Grande Prêmio      | Pole Position   | Volta mais rápida | Vencedor        | Equipe           | Descrição |
| -- | ------------------ | --------------- | ----------------- | --------------- | ---------------- | --------- |
| 1  | GP da Austrália    | Kimi Räikkönen  | Kimi Räikkönen    | Kimi Räikkönen  | Ferrari          | descrição |
| 2  | GP da Malásia      | Felipe Massa    | Lewis Hamilton    | Fernando Alonso | McLaren-Mercedes | descrição |
| 3  | GP do Barém        | Felipe Massa    | Felipe Massa      | Felipe Massa    | Ferrari          | descrição |
| 4  | GP da Espanha      | Felipe Massa    | Felipe Massa      | Felipe Massa    | Ferrari          | descrição |
| 5  | GP de Mônaco       | Fernando Alonso | Fernando Alonso   | Fernando Alonso | McLaren-Mercedes | descrição |
| 6  | GP do Canadá       | Lewis Hamilton  | Fernando Alonso   | Lewis Hamilton  | McLaren-Mercedes | descrição |
| 7  | GP dos EUA         | Lewis Hamilton  | Kimi Räikkönen    | Lewis Hamilton  | McLaren-Mercedes | descrição |
| 8  | GP da França       | Felipe Massa    | Felipe Massa      | Kimi Räikkönen  | Ferrari          | descrição |
| 9  | GP da Grã-Bretanha | Lewis Hamilton  | Kimi Räikkönen    | Kimi Räikkönen  | Ferrari          | descrição |
| 10 | GP da Europa       | Kimi Räikkönen  | Felipe Massa      | Fernando Alonso | McLaren-Mercedes | descrição |
| 11 | GP da Hungria      | Lewis Hamilton  | Kimi Räikkönen    | Lewis Hamilton  | McLaren-Mercedes | descrição |
| 12 | GP da Turquia      | Felipe Massa    | Kimi Räikkönen    | Felipe Massa    | Ferrari          | descrição |
| 13 | GP da Itália       | Fernando Alonso | Fernando Alonso   | Fernando Alonso | McLaren-Mercedes | descrição |
| 14 | GP da Bélgica      | Kimi Räikkönen  | Felipe Massa      | Kimi Räikkönen  | Ferrari          | descrição |
| 15 | GP do Japão        | Lewis Hamilton  | Lewis Hamilton    | Lewis Hamilton  | McLaren-Mercedes | descrição |
| 16 | GP da China        | Lewis Hamilton  | Felipe Massa      | Kimi Räikkönen  | Ferrari          | descrição |
| 17 | GP do Brasil       | Felipe Massa    | Kimi Räikkönen    | Kimi Räikkönen  | Ferrari          | descrição |

## Regulamento

### Sistema de pontuação
| Pontos | 10 | 8 | 6 | 5 | 4 | 3 | 2 | 1 |

## Resultados

### Pilotos
| Pos | Piloto               | AUS | MAS | BAR | ESP | MON | CAN | USA | FRA | GBR | EUR | HUN | TUR | ITA | BEL | JPN | CHN | BRA | Pts |
| --- | -------------------- | --- | --- | --- | --- | --- | --- | --- | --- | --- | --- | --- | --- | --- | --- | --- | --- | --- | --- |
| 1   | Kimi Räikkönen       | 1   | 3   | 3   | Ret | 8   | 5   | 4   | 1   | 1   | Ret | 2   | 2   | 3   | 1   | 3   | 1   | 1   | 110 |
| 2   | Lewis Hamilton       | 3   | 2   | 2   | 2   | 2   | 1   | 1   | 3   | 3   | 9   | 1   | 5   | 2   | 4   | 1   | Ret | 7   | 109 |
| 3   | Fernando Alonso      | 2   | 1   | 5   | 3   | 1   | 7   | 2   | 7   | 2   | 1   | 4   | 3   | 1   | 3   | Ret | 2   | 3   | 109 |
| 4   | Felipe Massa         | 6   | 5   | 1   | 1   | 3   | DSQ | 3   | 2   | 5   | 2   | 13  | 1   | Ret | 2   | 6   | 3   | 2   | 94  |
| 5   | Nick Heidfeld        | 4   | 4   | 4   | Ret | 6   | 2   | Ret | 5   | 6   | 6   | 3   | 4   | 4   | 5   | 14† | 7   | 6   | 61  |
| 6   | Robert Kubica        | Ret | 18  | 6   | 4   | 5   | Ret | Les | 4   | 4   | 7   | 5   | 8   | 5   | 9   | 7   | Ret | 5   | 39  |
| 7   | Heikki Kovalainen    | 10  | 8   | 9   | 7   | 13† | 4   | 5   | 15  | 7   | 8   | 8   | 6   | 7   | 8   | 2   | 9   | Ret | 30  |
| 8   | Giancarlo Fisichella | 5   | 6   | 8   | 9   | 4   | DSQ | 9   | 6   | 8   | 10  | 12  | 9   | 12  | Ret | 5   | 11  | Ret | 21  |
| 9   | Nico Rosberg         | 7   | Ret | 10  | 6   | 12  | 10  | 16† | 9   | 12  | Ret | 7   | 7   | 6   | 6   | Ret | 16  | 4   | 20  |
| 10  | David Coulthard      | Ret | Ret | Ret | 5   | 14  | Ret | Ret | 13  | 11  | 5   | 11  | 10  | Ret | Ret | 4   | 8   | 9   | 14  |
| 11  | Alexander Wurz       | Ret | 9   | 11  | Ret | 7   | 3   | 10  | 14  | 13  | 4   | 14  | 11  | 13  | Ret | Ret | 12  |     | 13  |
| 12  | Mark Webber          | 13  | 10  | Ret | Ret | Ret | 9   | 7   | 12  | Ret | 3   | 9   | Ret | 9   | 7   | Ret | 10  | Ret | 10  |
| 13  | Jarno Trulli         | 9   | 7   | 7   | Ret | 15  | Ret | 6   | Ret | Ret | 13  | 10  | 16  | 11  | 11  | 13  | 13  | 8   | 8   |
| 14  | Sebastian Vettel     |     |     |     |     |     |     | 8   |     |     |     | 16  | 19  | 18  | Ret | Ret | 4   | Ret | 6   |
| 15  | Jenson Button        | 15  | 12  | Ret | 12  | 11  | Ret | 12  | 8   | 10  | Ret | Ret | 13  | 8   | Ret | 11† | 5   | Ret | 6   |
| 16  | Ralf Schumacher      | 8   | 15  | 12  | Ret | 16  | 8   | Ret | 10  | Ret | Ret | 6   | 12  | 15  | 10  | Ret | Ret | 11  | 5   |
| 17  | Takuma Sato          | 12  | 13  | Ret | 8   | 17  | 6   | Ret | 16  | 14  | Ret | 15  | 18  | 16  | 15  | 15† | 14  | 12  | 4   |
| 18  | Vitantonio Liuzzi    | 14  | 17  | Ret | Ret | Ret | Ret | 17† | Ret | 16† | Ret | Ret | 15  | 17  | 12  | 9   | 6   | 13  | 3   |
| 19  | Adrian Sutil         | 17  | Ret | 15  | 13  | Ret | Ret | 14  | 17  | Ret | Ret | 17  | 21† | 19  | 14  | 8   | Ret | Ret | 1   |
| 20  | Rubens Barrichello   | 11  | 11  | 13  | 10  | 10  | 12  | Ret | 11  | 9   | 11  | 18  | 17  | 10  | 13  | 10  | 15  | Ret | 0   |
| 21  | Scott Speed          | Ret | 14  | Ret | Ret | 9   | Ret | 13  | Ret | Ret | Ret |     |     |     |     |     |     |     | 0   |
| 22  | Kazuki Nakajima      |     |     |     |     |     |     |     |     |     |     |     |     |     |     |     |     | 10  | 0   |
| 23  | Anthony Davidson     | 16  | 16  | 16† | 11  | 18  | 11  | 11  | Ret | Ret | 12  | Ret | 14  | 14  | 16  | Ret | Ret | 14  | 0   |
| 24  | Sakon Yamamoto       |     |     |     |     |     |     |     |     |     |     | Ret | 20  | 20  | 17  | 12  | 17  | Ret | 0   |
| 25  | Christijan Albers    | Ret | Ret | 14  | 14  | 19† | Ret | 15  | Ret | 15  |     |     |     |     |     |     |     |     | 0   |
| —   | Markus Winkelhock    |     |     |     |     |     |     |     |     |     | Ret |     |     |     |     |     |     |     | 0   |
| Pos | Piloto               | AUS | MAS | BAR | ESP | MON | CAN | USA | FRA | GBR | EUR | HUN | TUR | ITA | BEL | JPN | CHN | BRA | Pts |

| Cor        | Resultado             |
| ---------- | --------------------- |
| Ouro       | Vencedor              |
| Prata      | 2.º lugar             |
| Bronze     | 3.º lugar             |
| Verde      | Terminou, nos pontos  |
| Azul       | Terminou, sem pontos  |
| Púrpura    | Ret – Retirou-se      |
| Vermelho   | NQ – Não qualificado  |
| Preto      | DSQ – Desqualificado  |
| Branco     | NL – Não largou       |
| Branco     | C – Corrida cancelada |
| Azul claro | AT – Apenas Treino    |
| Sem cor    | NP – Não participou   |
| Sem cor    | Les – Lesionado       |
| Sem cor    | EX – Excluído         |

Negrito indica pole.
Itálico indica melhor volta.
Ret = não completou a prova.
(*) Não terminou a corrida mas ficou classificado, por ter percorrido mais de 90% da prova.
| Pos | Piloto               | Construtor(es)     | Largadas | Vitórias | Pódios | Poles | Voltas Rápidas | Subtotal de Pontos | Total de Pontos |
| --- | -------------------- | ------------------ | -------- | -------- | ------ | ----- | -------------- | ------------------ | --------------- |
| 1   | Kimi Räikkönen       | Ferrari            | 17       | 6        | 12     | 3     | 6              | 110                | 110             |
| 2   | Lewis Hamilton       | McLaren-Mercedes   | 17       | 4        | 12     | 6     | 2              | 109                | 109             |
| 3   | Fernando Alonso      | McLaren-Mercedes   | 17       | 4        | 12     | 2     | 3              | 109                | 109             |
| 4   | Felipe Massa         | Ferrari            | 17       | 3        | 10     | 6     | 6              | 94                 | 94              |
| 5   | Nick Heidfeld        | BMW Sauber         | 17       | 0        | 2      | 0     | 0              | 61                 | 61              |
| 6   | Robert Kubica        | BMW Sauber         | 16       | 0        | 0      | 0     | 0              | 39                 | 39              |
| 7   | Heikki Kovalainen    | Renault            | 17       | 0        | 1      | 0     | 0              | 30                 | 30              |
| 8   | Giancarlo Fisichella | Renault            | 17       | 0        | 0      | 0     | 0              | 21                 | 21              |
| 9   | Nico Rosberg         | Williams-Toyota    | 17       | 0        | 0      | 0     | 0              | 20                 | 20              |
| 10  | David Coulthard      | Red Bull-Renault   | 17       | 0        | 0      | 0     | 0              | 14                 | 14              |
| 11  | Alexander Wurz       | Williams Toyota    | 16       | 0        | 1      | 0     | 0              | 13                 | 13              |
| 12  | Mark Webber          | Red Bull-Renault   | 17       | 0        | 1      | 0     | 0              | 10                 | 10              |
| 13  | Jarno Trulli         | Toyota             | 17       | 0        | 0      | 0     | 0              | 8                  | 8               |
| 14  | Sebastian Vettel     | BMW Sauber         | 1        | 0        | 0      | 0     | 0              | 1                  | 6               |
| 14  | Sebastian Vettel     | Toro Rosso-Ferrari | 7        | 0        | 0      | 0     | 0              | 5                  | 6               |
| 15  | Jenson Button        | Honda              | 17       | 0        | 0      | 0     | 0              | 6                  | 6               |
| 16  | Ralf Schumacher      | Toyota             | 17       | 0        | 0      | 0     | 0              | 5                  | 5               |
| 17  | Takuma Sato          | Super Aguri-Honda  | 17       | 0        | 0      | 0     | 0              | 4                  | 4               |
| 18  | Vitantonio Liuzzi    | Toro Rosso-Ferrari | 17       | 0        | 0      | 0     | 0              | 3                  | 3               |
| 19  | Adrian Sutil         | Spyker-Ferrari     | 17       | 0        | 0      | 0     | 0              | 1                  | 1               |
| 20  | Rubens Barrichello   | Honda              | 17       | 0        | 0      | 0     | 0              | 0                  | 0               |
| 21  | Scott Speed          | Toro Rosso-Ferrari | 10       | 0        | 0      | 0     | 0              | 0                  | 0               |
| 22  | Kazuki Nakajima      | Williams-Toyota    | 1        | 0        | 0      | 0     | 0              | 0                  | 0               |
| 23  | Anthony Davidson     | Super Aguri-Honda  | 17       | 0        | 0      | 0     | 0              | 0                  | 0               |
| 24  | Sakon Yamamoto       | Spyker-Ferrari     | 7        | 0        | 0      | 0     | 0              | 0                  | 0               |
| 25  | Christijan Albers    | Spyker-Ferrari     | 9        | 0        | 0      | 0     | 0              | 0                  | 0               |
| -   | Markus Winkelhock    | Spyker-Ferrari     | 1        | 0        | 0      | 0     | 0              | 0                  | 0               |

### Construtores
| Pos | Construtor         | Carro     | AUS | MAL | BAR | ESP | MON | CAN | USA | FRA | GBR | EUR | HUN | TUR | ITA | BEL | JPN | CHN | BRA | Pts     |
| --- | ------------------ | --------- | --- | --- | --- | --- | --- | --- | --- | --- | --- | --- | --- | --- | --- | --- | --- | --- | --- | ------- |
| 1   | Ferrari            | 5         | 6   | 5   | 1   | 1   | 3   | DSQ | 3   | 2   | 5   | 2   | 13  | 1   | Ret | 2   | 6   | 3   | 2   | 204     |
| 1   | Ferrari            | 6         | 1   | 3   | 3   | Ret | 8   | 5   | 4   | 1   | 1   | Ret | 2   | 2   | 3   | 1   | 3   | 1   | 1   | 204     |
| 2   | BMW Sauber         | 9         | 4   | 4   | 4   | Ret | 6   | 2   | Ret | 5   | 6   | 6   | 3   | 4   | 4   | 5   | 14† | 7   | 6   | 101     |
| 2   | BMW Sauber         | 10        | Ret | 18  | 6   | 4   | 5   | Ret | 8   | 4   | 4   | 7   | 5   | 8   | 5   | 9   | 7   | Ret | 5   | 101     |
| 3   | Renault            | 3         | 5   | 6   | 8   | 9   | 4   | DSQ | 9   | 6   | 8   | 10  | 12  | 9   | 12  | Ret | 5   | 11  | Ret | 51      |
| 3   | Renault            | 4         | 10  | 8   | 9   | 7   | 13† | 4   | 5   | 15  | 7   | 8   | 8   | 6   | 7   | 8   | 2   | 9   | Ret | 51      |
| 4   | Williams-Toyota    | 16        | 7   | Ret | 10  | 6   | 12  | 10  | Ret | 9   | 12  | Ret | 7   | 7   | 6   | 6   | Ret | 16  | 4   | 33      |
| 4   | Williams-Toyota    | 17        | Ret | 9   | 11  | Ret | 7   | 3   | 10  | 14  | 13  | 4   | 14  | 11  | 13  | Ret | Ret | 12  | 10  | 33      |
| 5   | Red Bull-Renault   | 14        | Ret | Ret | Ret | 5   | 14  | Ret | Ret | 13  | 11  | 5   | 11  | 10  | Ret | Ret | 4   | 8   | 9   | 24      |
| 5   | Red Bull-Renault   | 15        | 13  | 10  | Ret | Ret | Ret | 9   | 7   | 12  | Ret | 3   | 9   | Ret | 9   | 7   | Ret | 10  | Ret | 24      |
| 6   | Toyota             | 11        | 8   | 15  | 12  | Ret | 16  | 8   | Ret | 10  | Ret | Ret | 6   | 12  | 15  | 10  | Ret | Ret | 11  | 13      |
| 6   | Toyota             | 12        | 9   | 7   | 7   | Ret | 15  | Ret | 6   | Ret | Ret | 13  | 10  | 16  | 11  | 11  | 13  | 13  | 8   | 13      |
| 7   | Toro Rosso-Ferrari | 18        | 14  | 17  | Ret | Ret | Ret | Ret | 17  | Ret | 16  | Ret | Ret | 15  | 17  | 12  | 9   | 6   | 13  | 8       |
| 7   | Toro Rosso-Ferrari | 19        | Ret | 14  | Ret | Ret | 9   | Ret | 13  | Ret | Ret | Ret | 16  | 19  | 18  | Ret | Ret | 4   | Ret | 8       |
| 8   | Honda              | 7         | 15  | 12  | Ret | 12  | 11  | Ret | 12  | 8   | 10  | Ret | Ret | 13  | 8   | Ret | 11  | 5   | Ret | 6       |
| 8   | Honda              | 8         | 11  | 11  | 13  | 10  | 10  | 12  | Ret | 11  | 9   | 11  | 18  | 17  | 10  | 13  | 10  | 15  | Ret | 6       |
| 9   | Super Aguri-Honda  | 22        | 12  | 13  | Ret | 8   | 17  | 6   | Ret | 16  | 14  | Ret | 15  | 18  | 16  | 15  | 15  | 14  | 12  | 4       |
| 9   | Super Aguri-Honda  | 23        | 16  | 16  | 16  | 11  | 18  | 11  | 11  | Ret | Ret | 12  | Ret | 14  | 14  | 16  | Ret | Ret | 14  | 4       |
| 10  | Spyker-Ferrari     | 20        | 17  | Ret | 15  | 13  | Ret | Ret | 15  | 17  | Ret | Ret | 17  | 21  | 19  | 14  | 8   | Ret | Ret | 1       |
| 10  | Spyker-Ferrari     | 21        | Ret | Ret | 14  | 14  | 19  | Ret | 14  | Ret | 15  | Ret | Ret | 20  | 20  | 17  | 12  | 17  | Ret | 1       |
| DSQ | McLaren-Mercedes1  | 1         | 2   | 1   | 5   | 3   | 1   | 7   | 2   | 7   | 2   | 1   | 4   | 3   | 1   | 3   | Ret | 2   | 3   | 0 (218) |
| DSQ | McLaren-Mercedes1  | 2         | 3   | 2   | 2   | 2   | 2   | 1   | 1   | 3   | 3   | 9   | 1   | 5   | 2   | 4   | 1   | Ret | 7   | 0 (218) |
| Pos | Construtor         | Carro No. | AUS | MAL | BAR | ESP | MON | CAN | USA | FRA | GBR | EUR | HUN | TUR | ITA | BEL | JPN | CHN | BRA | Pts     |

| Cor        | Resultado             |
| ---------- | --------------------- |
| Ouro       | Vencedor              |
| Prata      | 2.º lugar             |
| Bronze     | 3.º lugar             |
| Verde      | Terminou, nos pontos  |
| Azul       | Terminou, sem pontos  |
| Púrpura    | Ret – Retirou-se      |
| Vermelho   | NQ – Não qualificado  |
| Preto      | DSQ – Desqualificado  |
| Branco     | NL – Não largou       |
| Branco     | C – Corrida cancelada |
| Azul claro | AT – Apenas Treino    |
| Sem cor    | NP – Não participou   |
| Sem cor    | Les – Lesionado       |
| Sem cor    | EX – Excluído         |

| Pos | Construtor         | Chassi | Motor    | Pneu | Pontos   | Largadas | Vitórias | Pódiums | Poles | Voltas Mais Rápidas |
| --- | ------------------ | ------ | -------- | ---- | -------- | -------- | -------- | ------- | ----- | ------------------- |
| 1   | Ferrari            | F2007  | Ferrari  | B    | 204      | 17       | 9        | 22      | 9     | 12                  |
| 2   | BMW Sauber         | F1.07  | BMW      | B    | 91       | 17       | 0        | 2       | 0     | 0                   |
| 3   | Renault            | R27    | Renault  | B    | 51       | 17       | 0        | 1       | 0     | 0                   |
| 4   | Williams-Toyota    | FW29   | Toyota   | B    | 33       | 17       | 0        | 1       | 0     | 0                   |
| 5   | Red Bull-Renault   | RB3    | Renault  | B    | 24       | 17       | 0        | 1       | 0     | 0                   |
| 6   | Toyota             | TF107  | Toyota   | B    | 13       | 17       | 0        | 0       | 0     | 0                   |
| 7   | Toro Rosso-Ferrari | STR2   | Ferrari  | B    | 8        | 17       | 0        | 0       | 0     | 0                   |
| 8   | Honda              | RA107  | Honda    | B    | 6        | 17       | 0        | 0       | 0     | 0                   |
| 9   | Super Aguri-Honda  | SA07   | Honda    | B    | 4        | 17       | 0        | 0       | 0     | 0                   |
| 10  | Spyker-Ferrari     | F8-VII | Ferrari  | B    | 1        | 17       | 0        | 0       | 0     | 0                   |
| DSQ | McLaren-Mercedes   | MP4-22 | Mercedes | B    | 0 (218)1 | 17       | 8        | 24      | 8     | 5                   |

↑1  A equipe McLaren foi punida pelo Conselho da FIA com a perda dos pontos de Construtores, devido à acusação de espionagem sobre a rival Ferrari.

## Comentários sobre o desfecho do Campeonato
Na última corrida (GP do Brasil), havia três pilotos com chances matemáticas de ganhar a taça: Raikkonen, Alonso e Hamilton. Após a largada, Hamilton, ao tentar ultrapassar Alonso, erra a curva e sai momentaneamente da pista, indo ao oitavo lugar. Pouco depois, seu câmbio de marchas fica com mal contato, e, por quase um minuto, Hamilton não consegue passar a marcha e termina na 18ª colocação. Uma estratégia errada da equipe não permitiu que ele voltasse a uma posição que lhe daria o título; o inglês finalizou a prova como sétimo colocado.
Horas após o fim do GP, houve uma investigação a respeito de que Kubica, Rosberg e Heidfeld teriam utilizado combustível adulterado em seus carros, o que poderia provocar uma alteração nas posições finais do campeonato e a mudança do título para Hamilton. No entanto, a F1 não penalizou os três e nada mudou.